# Сенная площадь (Санкт-Петербург)
Сенна́я пло́щадь (c 1952 по 1992 год — пло́щадь Ми́ра) — площадь в центре Санкт-Петербурга, расположенная на пересечении Московского проспекта и Садовой улицы. Нумерация домов по площади ведётся от углового дома со Спасским переулком по направлению против часовой стрелки.
Районы, примыкавшие к Сенной площади, традиционно были населены городской беднотой. Так, например, здания на участке между современными Московским проспектом, улицей Ефимова и набережной реки Фонтанки назывались Вяземской лаврой и были одними из самых страшных трущоб в городе. Быт и нравы обитателей района вокруг Сенной были неоднократно описаны писателями, например Ф. М. Достоевским (роман «Преступление и наказание») и В. В. Крестовским. До середины XIX века на Сенной площади лица, уличённые в грабежах, воровстве и мошенничестве, подвергались публичным телесным наказаниям («торговым казням») — описано Н. А. Некрасовым.
На площади всегда людно, здесь пересекаются три линии метрополитена, маршруты трамвая, троллейбуса и автобусов. По аналогии с «чревом Парижа» её называют «чревом Петербурга».

## Наименование
С 20 августа 1739 года носит название Большая площадь. В XVIII веке обширная территория площади (раскинувшаяся до реки Фонтанки) была разделена на отдельные участки, названы по продаваемому товару:
- Конная площадь — у переулка Гривцова;
- Сенная площадь — у Обуховского моста;
- Сенная и дровяная площадь.

Начиная с 1764 года название Сенная площадь распространилось на всю площадь. 15 декабря 1952 году площадь была переименована в площадь Мира, а 1 июля 1992 года ей вернули прежнее название.

## История

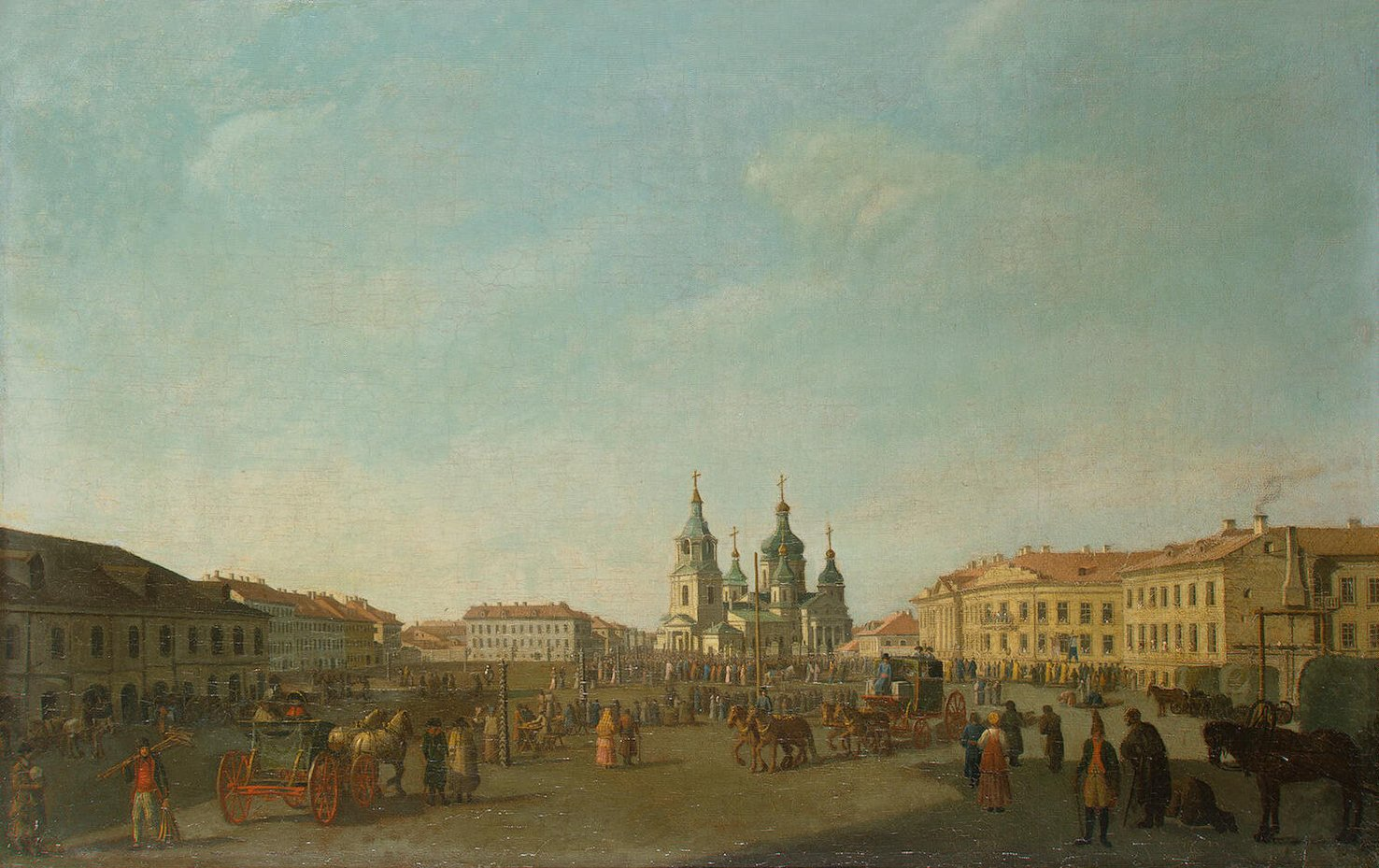
Сенная площадь, 1800 год

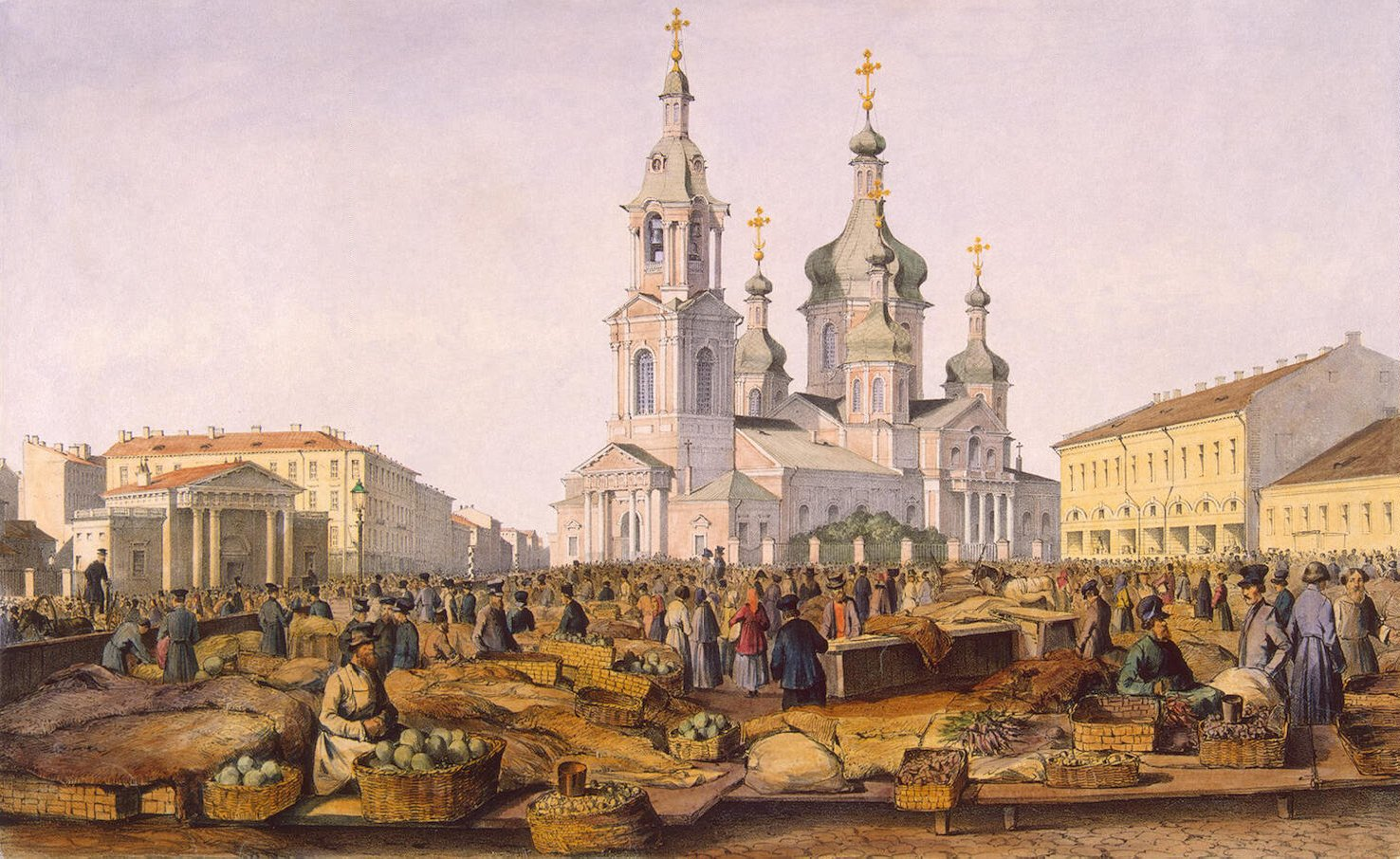
Сенная площадь после первой реконструкции, 1841 год

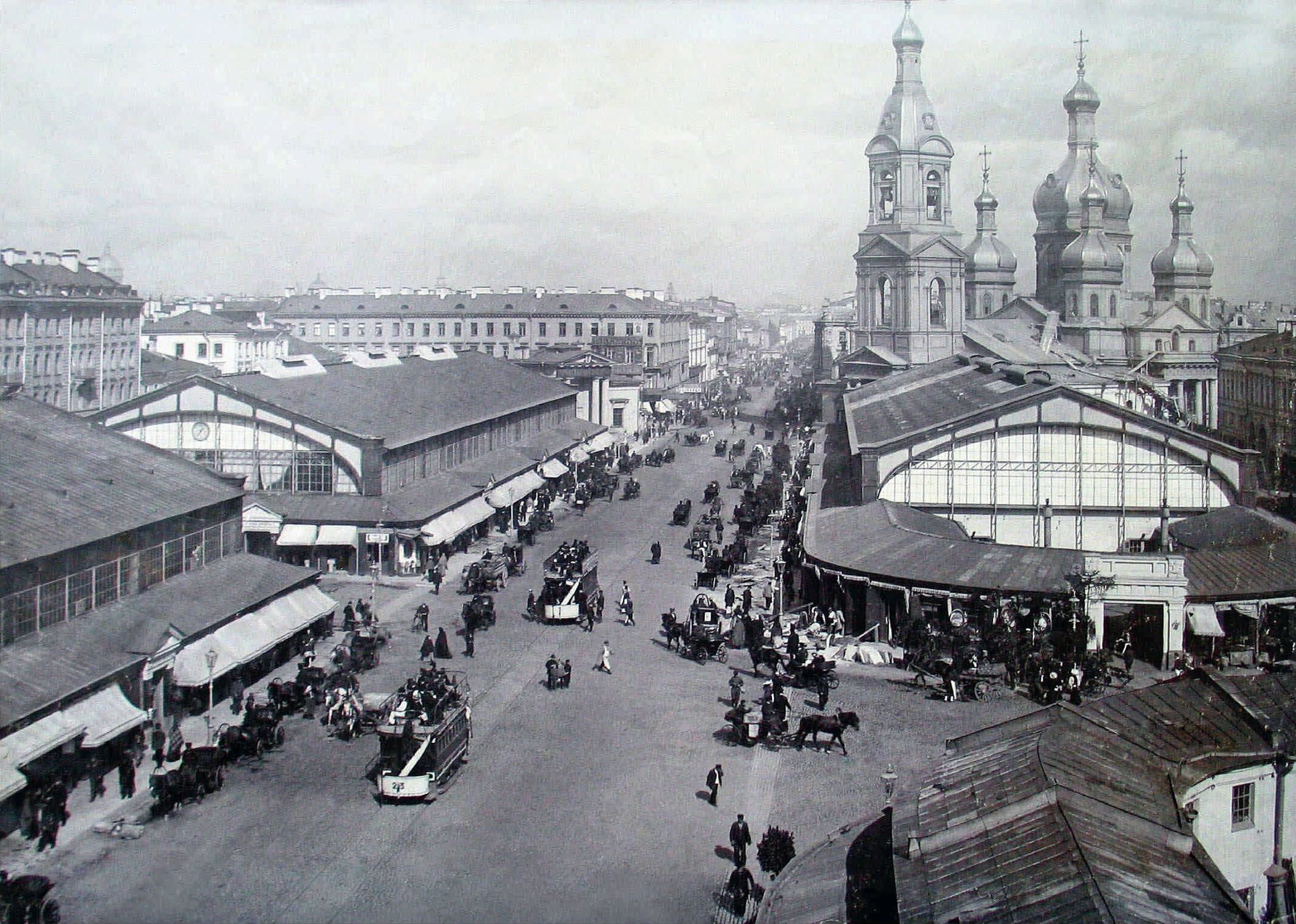
Сенная площадь после второй реконструкции 1900 год

Сенная площадь возникла в 1738—1739 годах, когда власти решили проложить Саарскую перспективу (ныне Московский проспект), налаживая сообщение с Москвой. Участок пересечения с Садовой улицей стал Сенной площадью. Изначально это был обширный пустырь, но стратегически важный для организации торговли, как пересечение двух магистралей, ведущих в Европу и Москву. Данный пустырь приспособили под оптово-торговые склады сена, отсюда и возникло название Сенной площади. Первой архитектурной доминантой площади стала Успенская церковь, построенная на средства купцов, торговавших на Сенной.
При Екатерине II были укреплены каналы и реки у Сенной, позволяя начать уплотнительную застройку вокруг площади. Императрица позволила бесплатно торговать на территории, поддерживая образование «народного рынка» для бедного населения, полагая, что это поможет в борьбе с перекупщиками. 1774 год считается неофициальной датой рождения сенного рынка. Первоначально площадь занимала обширную территорию, простиравшуюся до реки Фонтанки. К началу XIX века территория площади сократилась до современных размеров. В начале XIX века в рамках масштабного благоустройства Петербурга началась и реконструкция всего периметра Сенной площади по проекту Викентия Беретти. Тогда была построена вторая архитектурная доминанта — гаупвахта, призванная восстановить симметрию площади, нарушенную церковью.

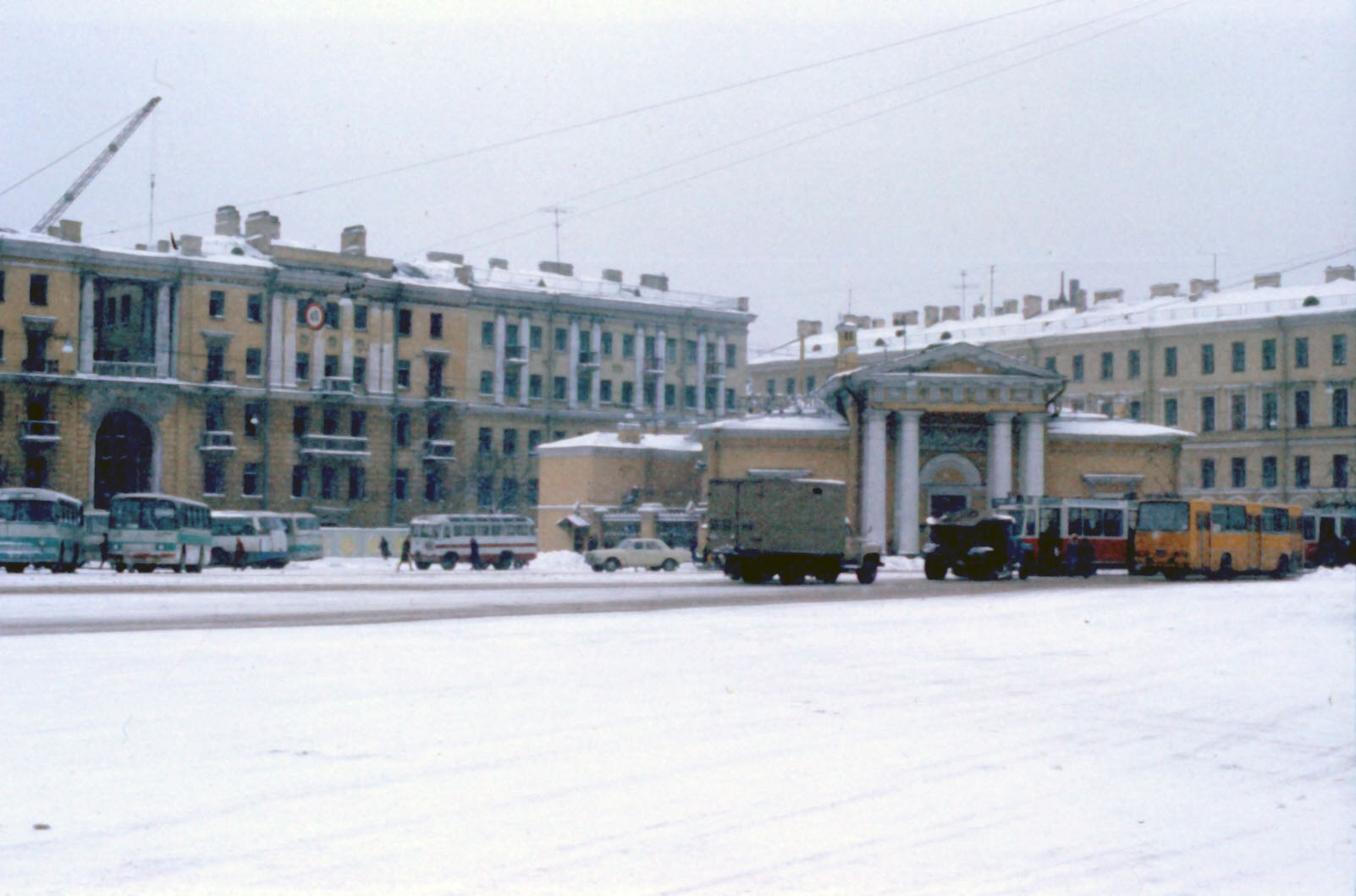
Сенная площадь в 1977 году

В 1831 году на территории площади произошёл холерный бунт, где разъярённая толпа устроила погром и убийства в холерной больнице. Начиная с середины XIX века Сенная стала упоминаться как одно из самых опасных и злачных мест в Петербурге, особенно примыкающие к рынку Вяземская лавра и публичный дом малинник. Современники описывали Сенную, как «рассадник зла». Городские власти предпринимали множество попыток навести порядок на Сенной. В зданиях вдоль Сенной располагались трактиры, харчевни, кабаки, приюты и публичные дома. Характер торговли также изменился с того момента, так как границы города раздвинулись и Сенная больше на располагалась вблизи бедных крестьянских районов, торговля с возов сменилась перекупкой. Сенная площадь постепенно приходила в безобразное состояние. После крупного пожара на её территории городские власти задумали полную или частичную реконструкцию площади. Однако было решено возвести на её территории четыре рыночных павильона. В первом павильоне торговали мясом, втором — рыбой, третьем — овощами и фруктами и четвёртом — корзинами, корытами, щётками, кадками. Площадь была покрыта слоем грязи и конского навоза, образуя сильную вонь. У Сенной сновали нищие, просившие милостыню. В дни праздников на площади было трудно пройти через толпу. На Сенной у гауптвахты проводились публичные наказания мошенников и воров. Тем не менее, Сенная выступала важной частью в торговой экономике города.
При советской власти Сенная была переименована в площадь Мира и задумывалась как связующее звено между историческим центром города и новым социалистическим Ленинградом. С 1930-х по 1960-е годы площадь подверглась реконструкции и была облагорожена, были снесены торговые павильоны. В 1961 году в рамках антирелигиозной кампании Хрущева была снесена Успенская церковь. На месте разрушенной церкви был построен вестибюль станции метрополитена. Власть почти сразу признала ошибочность своего решения, уже в 1967 году предлагая план по реконструкции церкви, безрезультатные обсуждения по воссозданию храма велись следующие десятилетия. Во второй половине XX века Сенная снова начала приходить в упадочное состояние, несколько десятилетий площадь украшали заборы и строительные конструкции вестибюлей новых веток станцией метро, несколько зданий были разрушены из-за их аварийного состояния. В 1990-е годы, после развала СССР, на территории Сенной возник хаотичный уличный рынок, куда прибывали со всего города обедневшие горожане, продавая свои ценности, чтобы прокормить себя. Фактически площадь превратилась в уличный рынок и одно из самых злачных и опасных мест в городе, как и до революции. В 2000-е годы городские власти провели реконструкцию и благоустройство площади, построив на её территории торговые павильоны, однако в 2016 году павильоны были снесены в свете очередного планирования реконструкции площади.

### Хронология
В 1753—1765 годах на Сенной площади был воздвигнут значительный памятник позднего барокко — Успенская церковь (Спас на Сенной). Отдельно стоящий дом — здание Гауптвахты (дом № 37 по Садовой улице), возведённое в 1818—1820 годах архитектором В. И. Беретти по проекту архитектора Луиджи Руска с некоторыми изменениями. Сам Л. Руска в апреле 1818 года уехал из Петербурга на родину. Памятник архитектуры федерального значения.
В июне 1831 года здесь произошло массовое стихийное народное выступление — «холерный бунт».
В 1883—1886 годах в центре площади по проекту архитектора И. С. Китнера и инженеров Г. фон Паукера и О. Е. Креля были построены не сохранившиеся до наших дней корпуса Сенного рынка.

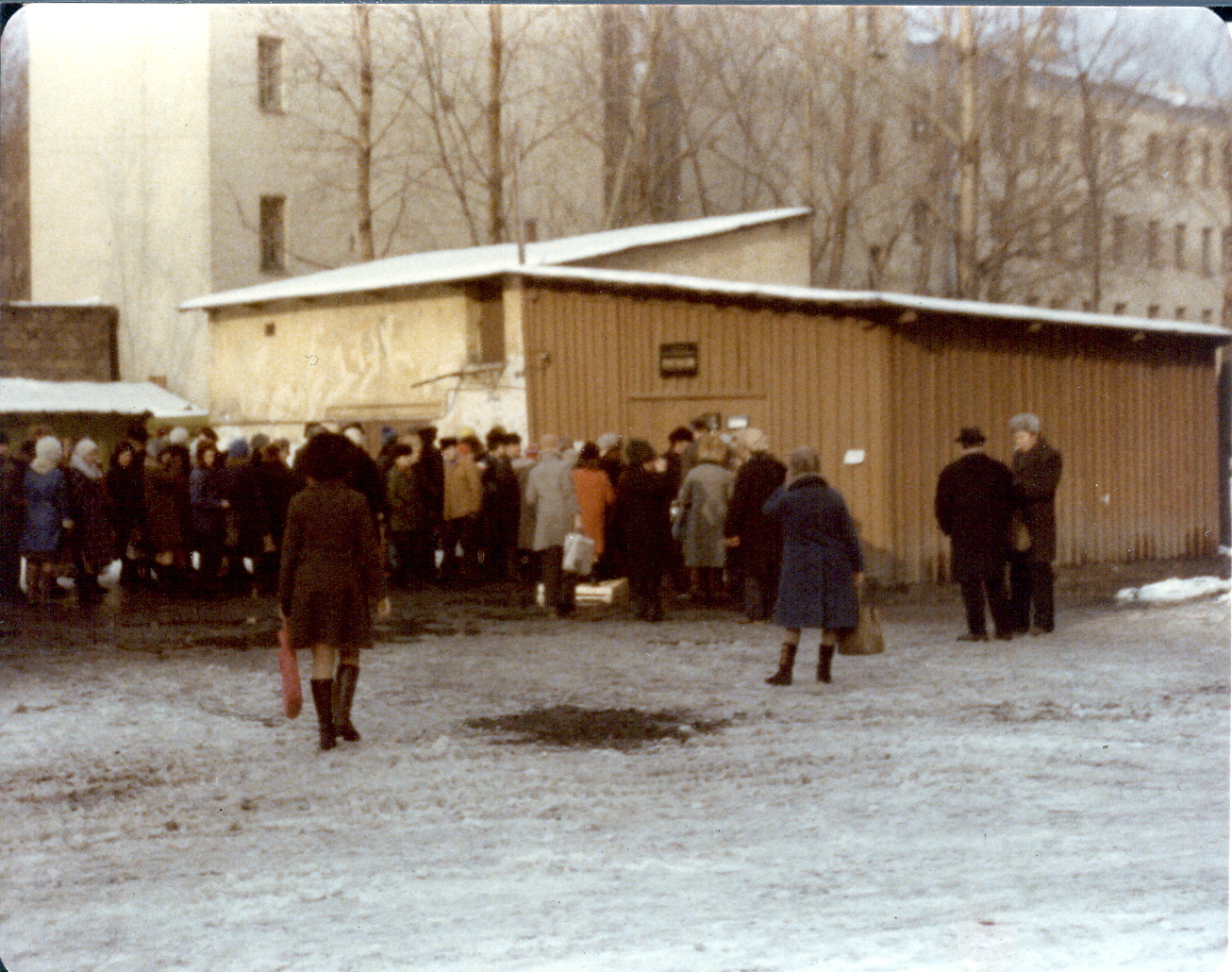
Колхозный рынок возле станции метро «Площадь Мира», 1977 год

В 1907 году через Сенную площадь пролегла одна из первых линий трамвая (с 2007 по 2013 годы движение было прекращено).
В 1920-х годах были снесены окружавшие площадь трущобы, притоны, кабаки.
В 1930-х годах проведена реконструкция — снесены корпуса Сенного рынка, а территория заасфальтирована и озеленена.
В годы Ленинградской блокады были разрушены и повреждены многие здания на площади.
В 1950 году фасады северной стороны площади получили единое оформление в советском стиле.
В 1952 году Сенная площадь была переименована в площадь Мира.
В 1961 году на площади был взорван собор Спас-на-Сенной.
В 1963 году на площади был построен наземный вестибюль станции метро «Площадь Мира». На площади Мира располагался Автовокзал № 1 междугородных маршрутов.
В 1991 году в связи со строительством станции метро «Садовая» под площадью Мира был устроен подземный переход. В том же году площади вернули прежнее название, а в июле 1992 года станцию метро «Площадь Мира» переименовали в «Сенная площадь». На площади вновь появился стихийный рынок и множество торговых ларьков.
В 1999 году обрушился козырёк павильона станции метро «Сенная площадь». Погибло семь человек.
В 2003 году была проведена реконструкция площади, на ней построены торговые павильоны, а в память о снесённой Успенской церкви была выстроена часовня. Тогда же на площади была установлена Башня Мира, по проекту архитектора Жана-Мишеля Вильмотта и скульптора Клары Хальтер. Эта башня — подарок Франции к 300-летию Санкт-Петербурга. Башня представляет собой стелу, на которой с двух сторон закреплены прозрачные полукруглые панели со словом «мир» на 50 языках. Вильмотт и Хальтер также являются авторами похожей Стены Мира (фр. Mur pour la Paix) на Марсовом поле в Париже.
Во время аномальной жары летом 2010 года башня Мира дала трещины и была демонтирована. Губернатор Валентина Матвиенко заявила, что всего за 7 лет памятник пришёл в аварийное состояние и больше на площадь не вернётся, так как «городские власти готовят проект реконструкции площади, в результате которой ей планируют вернуть первоначальный вид; демонтированы будут и многочисленные торговые павильоны».
С 2011 года в городе существуют планы по восстановлению взорванного собора, однако активное строительство не начато. В 2011—2013 годах был построен наземный вестибюль станции «Спасская», открытой в 2009 году, но не имевшей до этого собственного выхода. В связи с этим в 2011 году был демонтирован торговый павильон перед будущим вестибюлем «Спасской». В сентябре 2016 года начался окончательный демонтаж торговых павильонов на площади.

## Достопримечательности

### Дом Терёшиных (Садовая улица, дом 39,набережная канала Грибоедова, дом 56)
Дом Терёшиных или Дом Денежкина или Магазин «Океан». Здание в классическом стиле перестроен в 1833 году по проекту архитектора А.И. Мельникова. В 1970-х годов здесь открыт специализированный рыбный магазин «Океан»

### Сенной мост
Сенной мост через канал Грибоедова построен в 1952 году по проекту инженера П.В. Баженова. Мост однопролетный металлический балочный, опорами служат стенки набережных. В 2017 году проводился капитальный ремонт.

### Доходный дом Н.В. Безобразовой (Сенная площадь, дом 13, набережная канала Грибоедова, дом 50-54,переулок Гривцова, дом 11)
Доходный дом Н.В. Безобразовой перестроен в 1903-1905 годы по проекту архитектора Ю.Ю. Бенуа в стиле модерн для жены генерал-майора Н.В. Безобразовой, а в конец 1940-х начало 1950-х годов фасад со стороны площади изменён в стиле сталинского неоклассицизма.

### Доходный дом Ф.М. Почкина (Сенная площадь, дом 11, переулок Гривцова, дом 13)
Доходный дом Ф.М. Почкина построен в стиле неоклассицизма в 1892 году по проекту архитектора С.А. Баранкеева. В годы блокады Ленинграда дом был сильно поврежден и перестроен в 1950-е годы.

### Жилой дом (Сенная площадь, дом 9, переулок Гривцова, дом 26)
Жилой дом построен в стиле сталинского неоклассицизма в 1950 году по проекту архитектора М.Я. Климентова, в прежний дом на этом месте во время войны попала бомба и почти полностью разрушила здание.

### Доходный дом (Садовая улица, дом 35,Спасский переулок, дом 14)
Доходный дом перестроен и расширен в стиле эклектики в 1842 году по проекту архитектора Е.Т. Цолликофера. В годы НЭПа значительная часть здания занимала гостиница «Ново-Спасская» с рестораном при ней. В начале 1930-х годов в доме работала редакция журнала «Вокруг света».

### Гауптвахта на Сенной площади(Садовая улица, дом 37,Спасский переулок, дом 13)
Гауптвахта на Сенной площади построена в классическом стиле в 1818-1820 годы по проекту архитектора В.И. Беретти для размещения военного караула. Монументальный павильон с четырехколонным портиком дорического ордера. В 1886 году здесь разместилась городская санитарная лаборатория для проверки продуктов, привезенные на продажу. С 1957 по 1987 годы в здании размещался междугородный автовокзал № 1. В 1990-е годы здесь располагался террариум Ленинградского зоопарка, который сгорел в результате пожара в 2004 году. Сейчас здание занимает Городское туристско-информационное бюро.

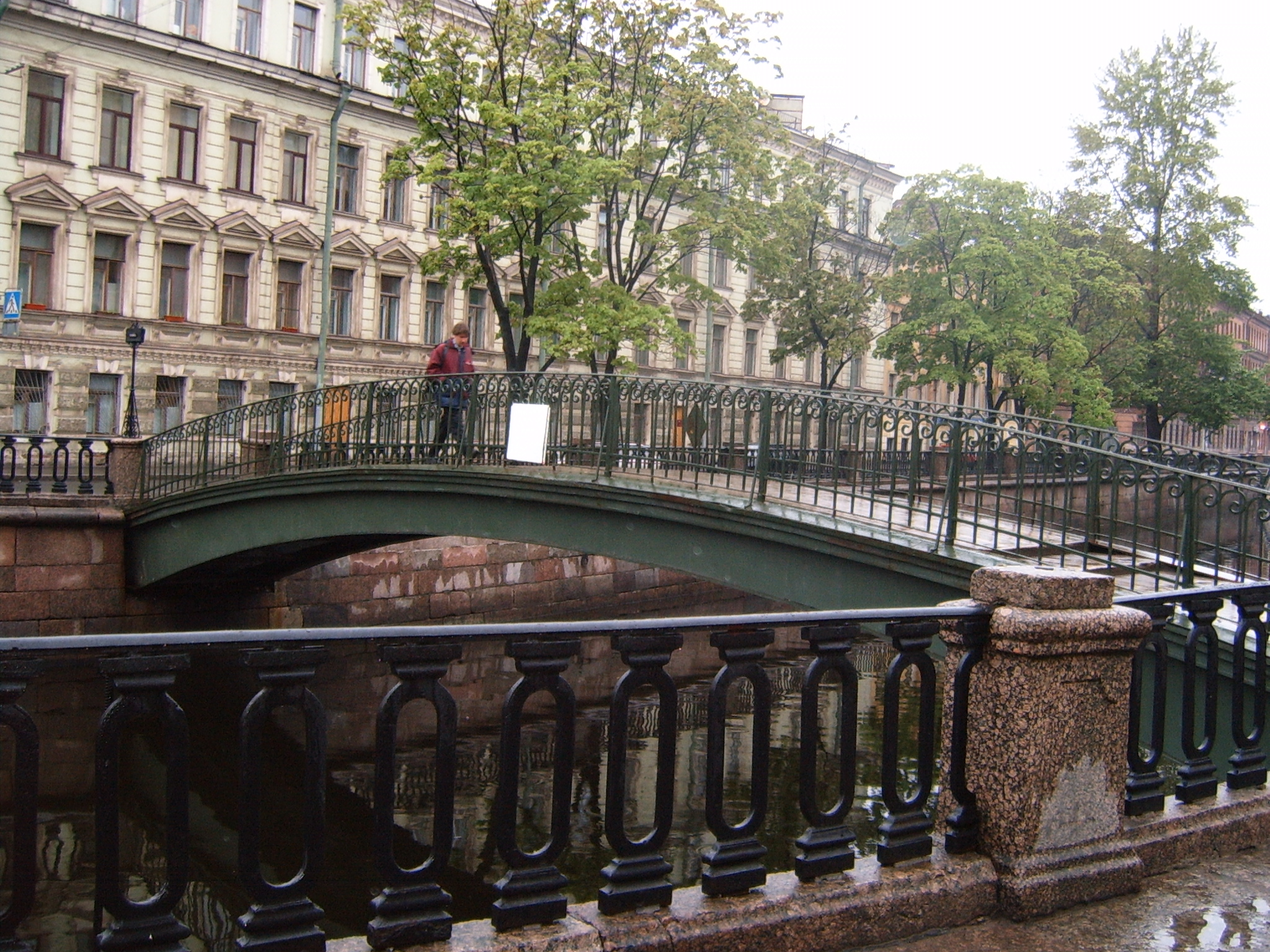
Сенной мост через канал Грибоедова
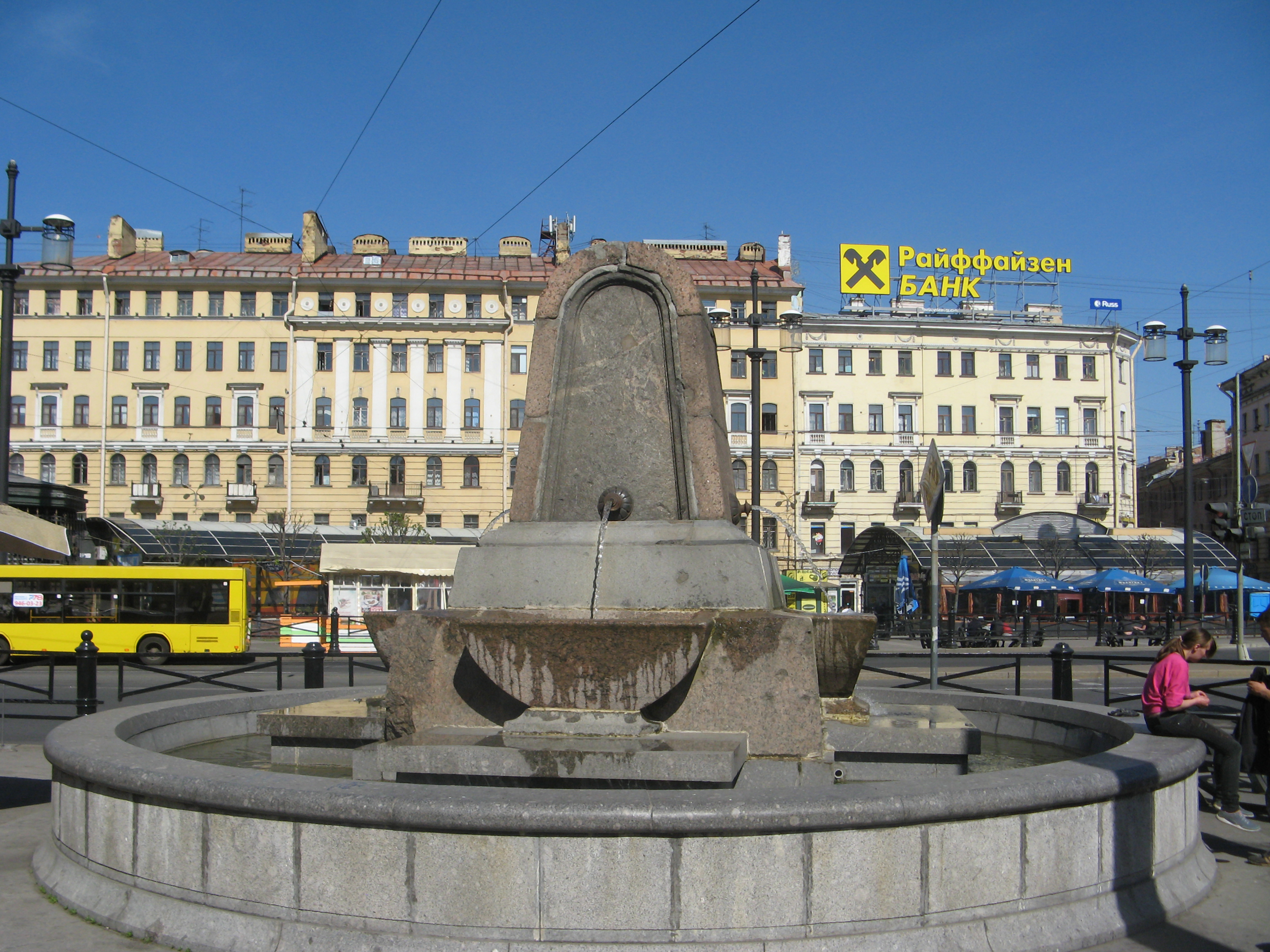
Фонтан «Нептун» на фоне домов 13 и 11
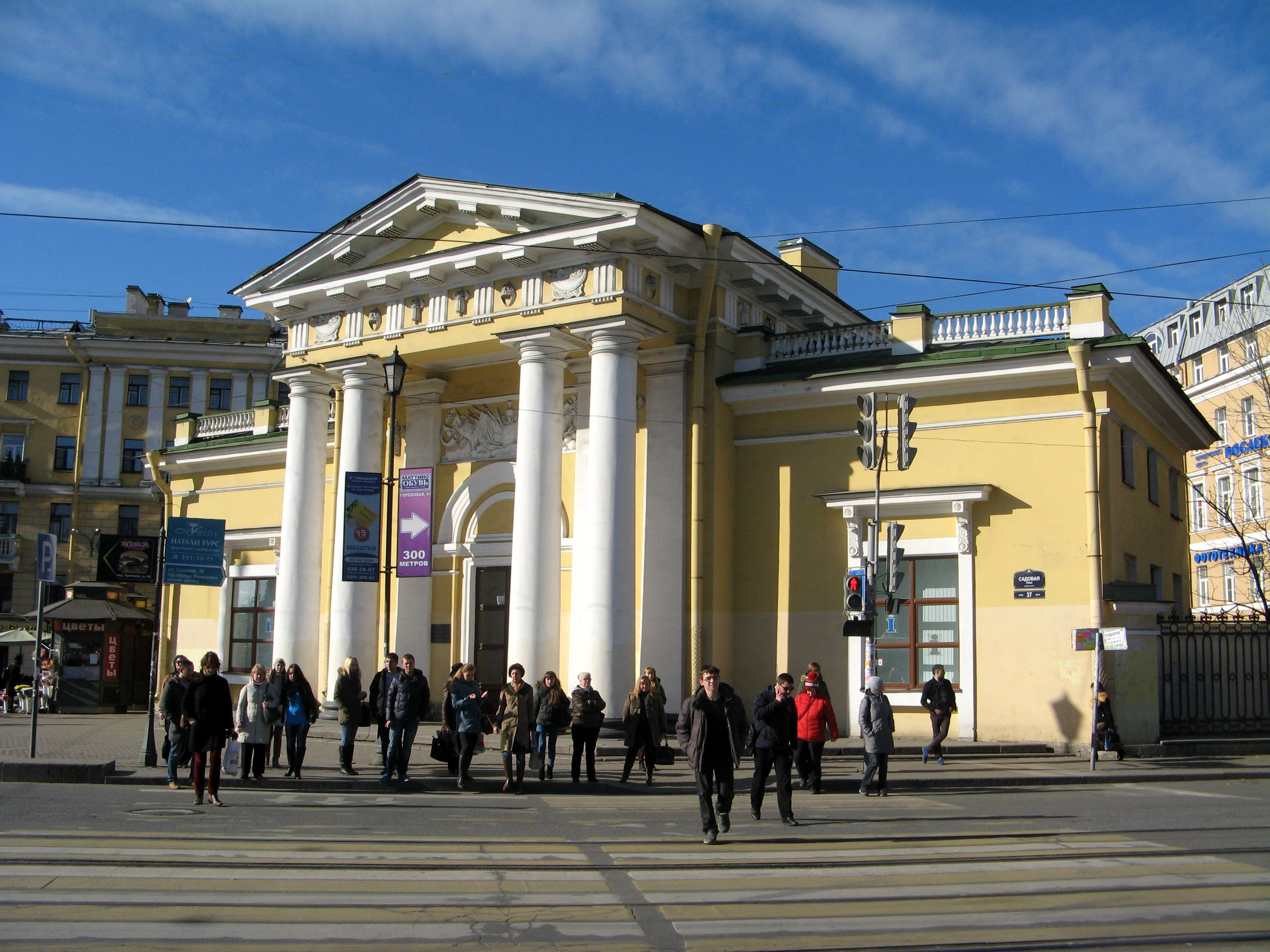
Гауптвахта

### Доходный дом Успенской церкви (Садовая улица, дом 40)
Доходный дом Успенской церкви построен в стиле эклектики в 1878-1880 годах по проекту архитектора Г.И. Карпова. Парапет украшен чугунными вазами. Постройка огибает контур утраченной Успенской церкви, что задает планировку и архитектуру этой части площади. На первом этаже многие годы находился книжный магазин «Судостроитель».

### Храм-часовня во имя Всемилостивого Спаса (Сенная площадь, дом 24)
Часовня святого Иоанна Нового (Сочавского) или Храм-часовня во имя Всемилостивого Спаса воздвигнута в 2003-2004 годах по проекту архитекторов Е.М. Рапопорта, А.А. Столярчука в память об утраченной церкви Успения Пресвятой Богородицы. Освящена 19 марта 2005 года во имя покровителя торговли святого мученика Иоанна Нового.

### Станция метрополитена «Сенная площадь»(Сенная площадь, дом 2, Садовая улица, дом 40А)
Станция метрополитена «Площадь Мира» или Станция метрополитена «Сенная площадь». Наземный павильон построен в 1963 году по проекту архитекторов А.С. Гецкина, В.П. Шуваловой. Здание обращено  к площади широким витражом входа. 10 июня 1999 года в 19 часов 40 минут произошла трагедия: обрушился пятиметровый бетонный козырёк наземного павильона, в результате погибли 7 человек.

### Торгово-развлекательный комплекс ПИК (Сенная площадь, дом 2А, улица Ефимова, дом 2А)
Торгово-развлекательный комплекс ПИК построен в 2004 году по первоначальному проекту архитекторов Е.М. Рапопорта, А.А. Столярчука.

### Станция метрополитена «Спасская»(Сенная площадь, дом 2Б)
Станция метрополитена «Спасская». Наземный вестибюль построен в 2011-2013 годах по проекту архитекторов Е.М. Рапопорта, В.Н. Морозовой. Напротив выхода в город находится памятный знак «Зодчеству Петербурга», представляющий собой круглый медальон, на котором выбиты фамилии выдающихся архитекторов города.

### Доходный дом (Сенная площадь, дом 4,улица Ефимова, дом 1)
Доходный дом перестроен в 1875-1881 годах по проекту архитектора Г.И. Карпова.

### Вяземская лавра (Московский проспект, дом 2, Сенная площадь, дом 6)
Вяземская лавра или Доходный дом. Трёхэтажное здание построено в 1850 году, как часть Вяземской лавры (трущобного квартала) по заказу князя Вяземского. В 1930-х годах дом достроен до 5-ти этажей.

### Доходный дом Я.И. Перетца (Московский проспект, дом 1,переулок Бринько, дом 2)
Доходный дом Я.И. Перетца в стиле модерн построен в 1908 году по проекту архитектора А.И. Зазерского для владельца торгового дома «Я. И. Перетц и Ко» (фрукты, виноторговля), купца второй гильдии Я.И. Перетца. В отделке фасадов дома применена разноцветная майоликовая плитка.

### Доходный дом Кривопишина (Сенная площадь, дом 8, переулок Бринько, 1, Садовая улица, дом 42)
Доходный дом Кривопишина построен в 1818-1820 годах по проекту архитектора В.И. Беретти. В доме находился один из старейших кинотеатров города с названием «Театр чудес», с 1920 года переименован в кинотеатр «Мозаика», затем «Кинотеатр снов», с 1927 года — «Луч», а в 1937 году стал называться «Смена». В 2006 году закрыт.

### Фонтан «Нептун»
Фонтан «Нептун» был сооружен в 1809 году по проекту архитектора Ж.-Ф. Тома де Томона на 16-й версте Царскосельской дороги, у деревни Каменки. Затем переносился на разные места и 2003 году перенесен на Сенную площадь, 2013 году подключен к водопроводу.

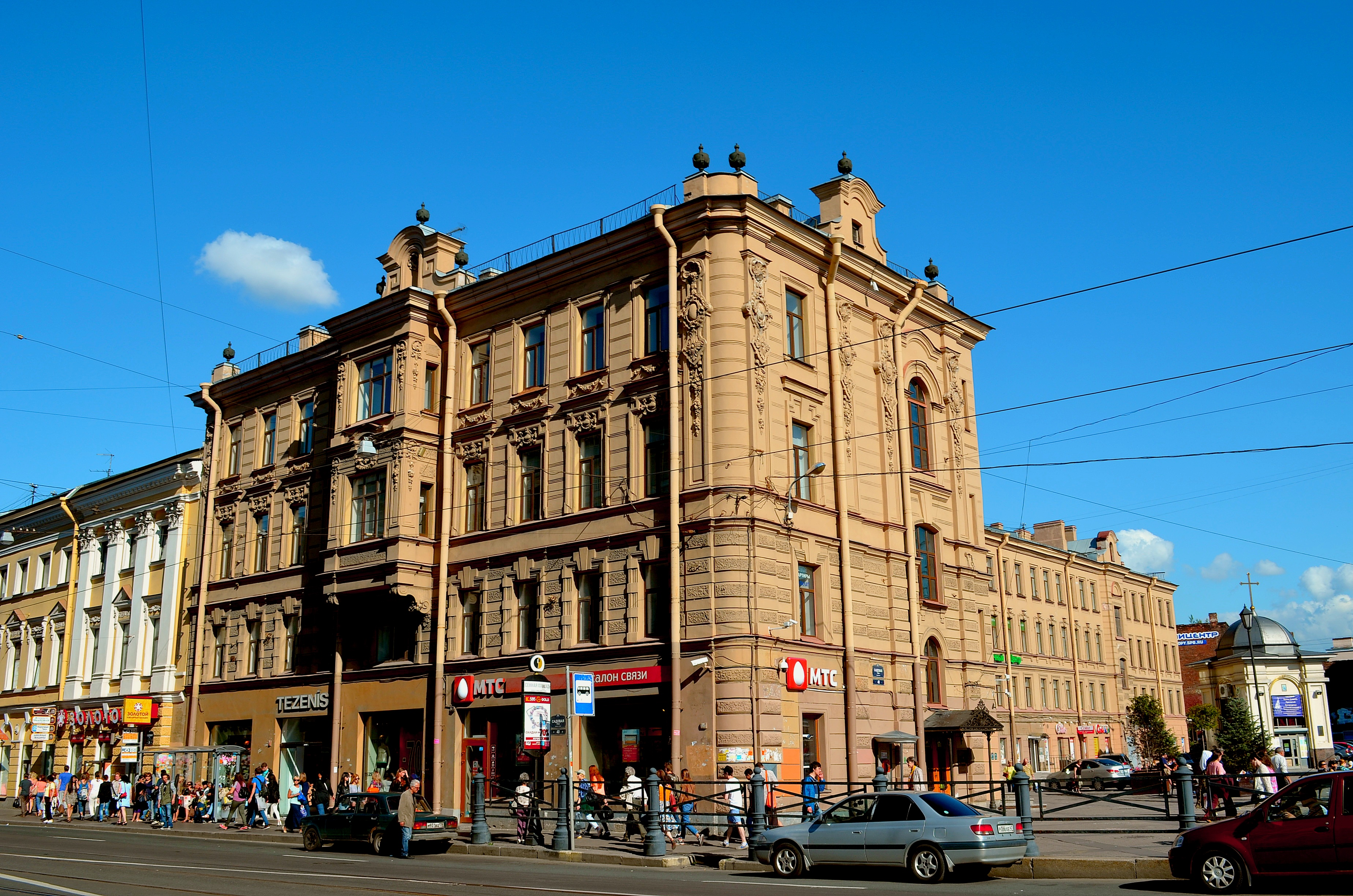
Доходный дом Успенской церкви
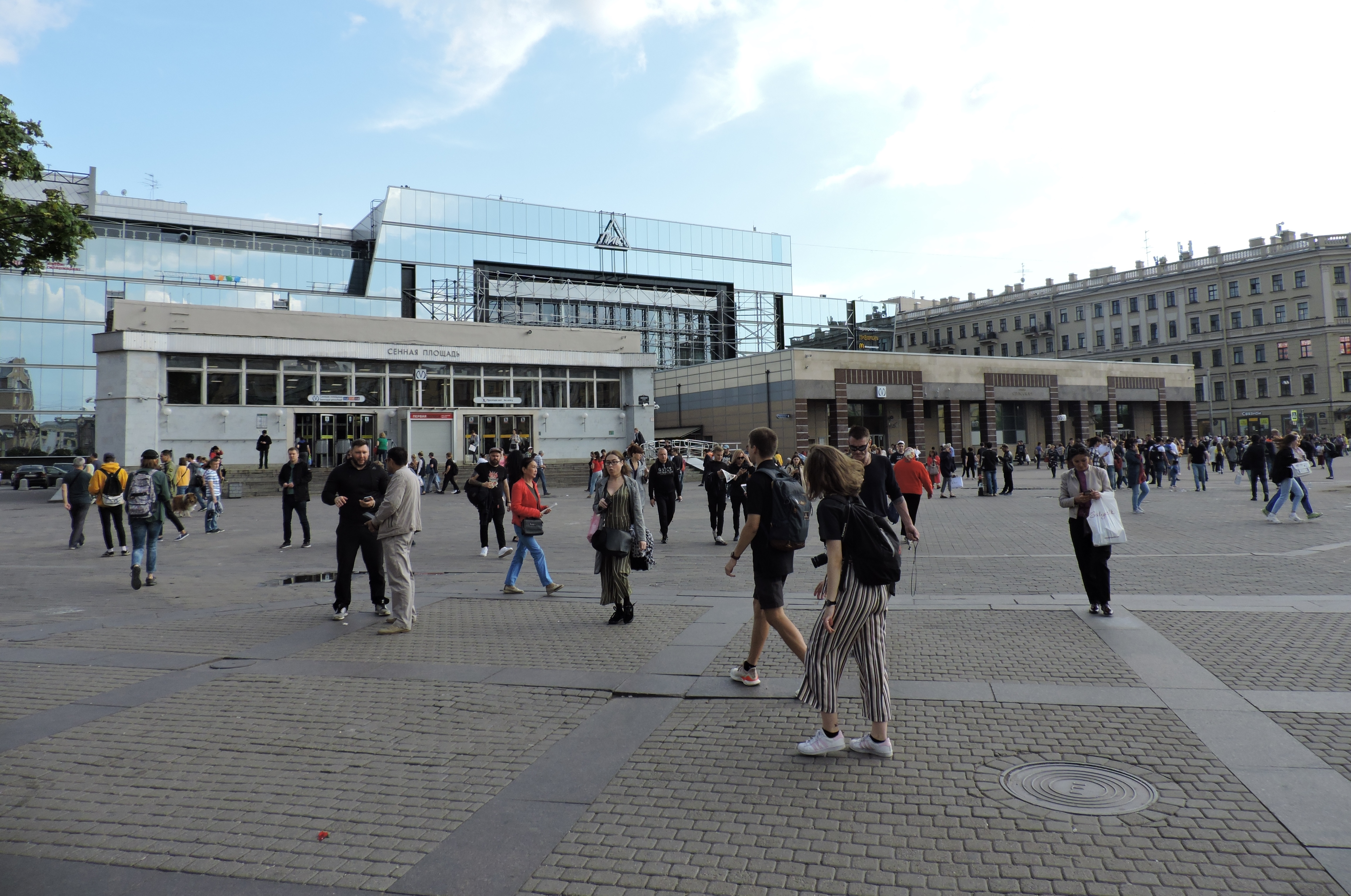
Наземные вестибюли станций метро на фоне Торгового комплекса ПИК
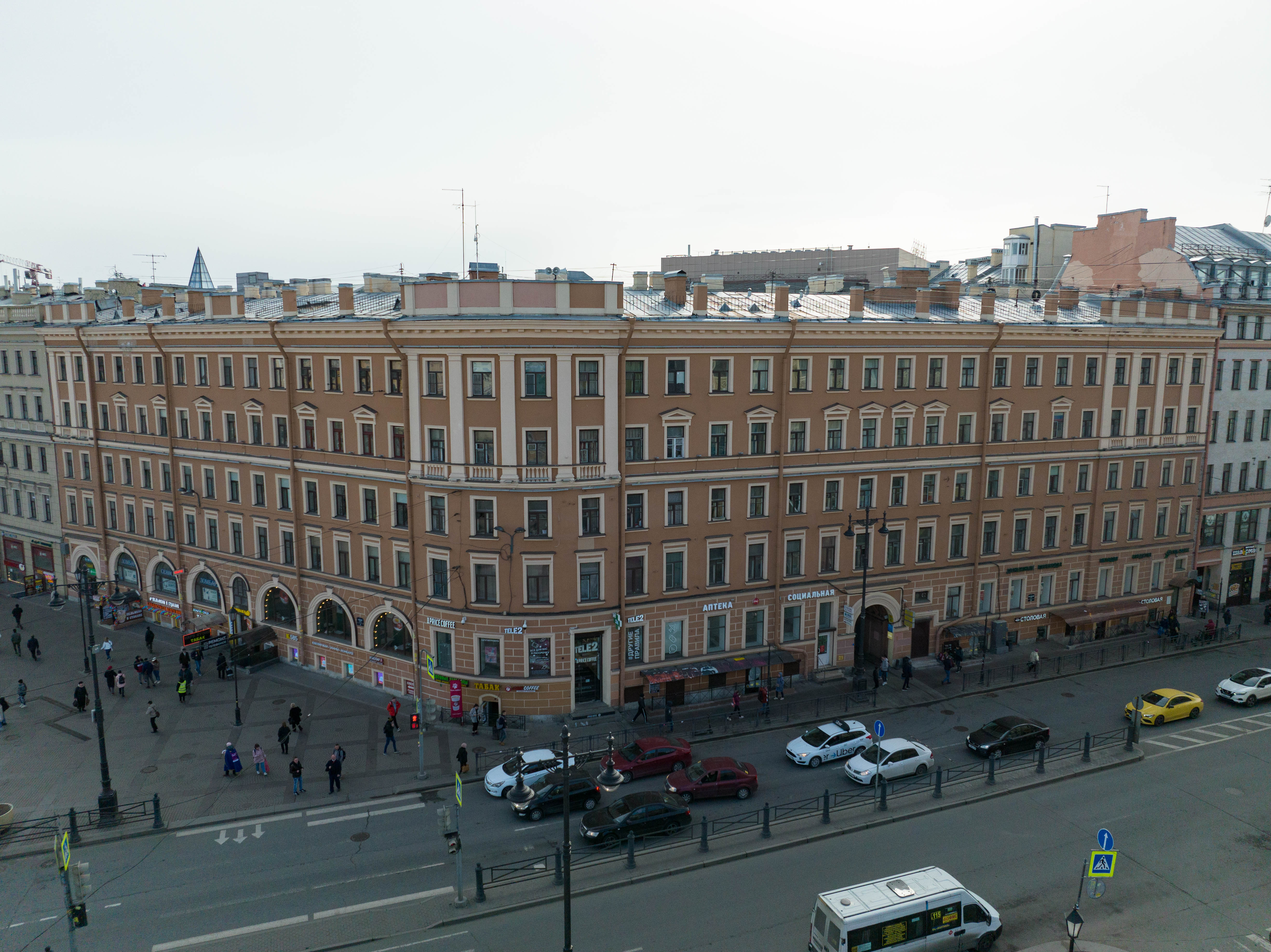
Доходный дом. Вяземская лавра
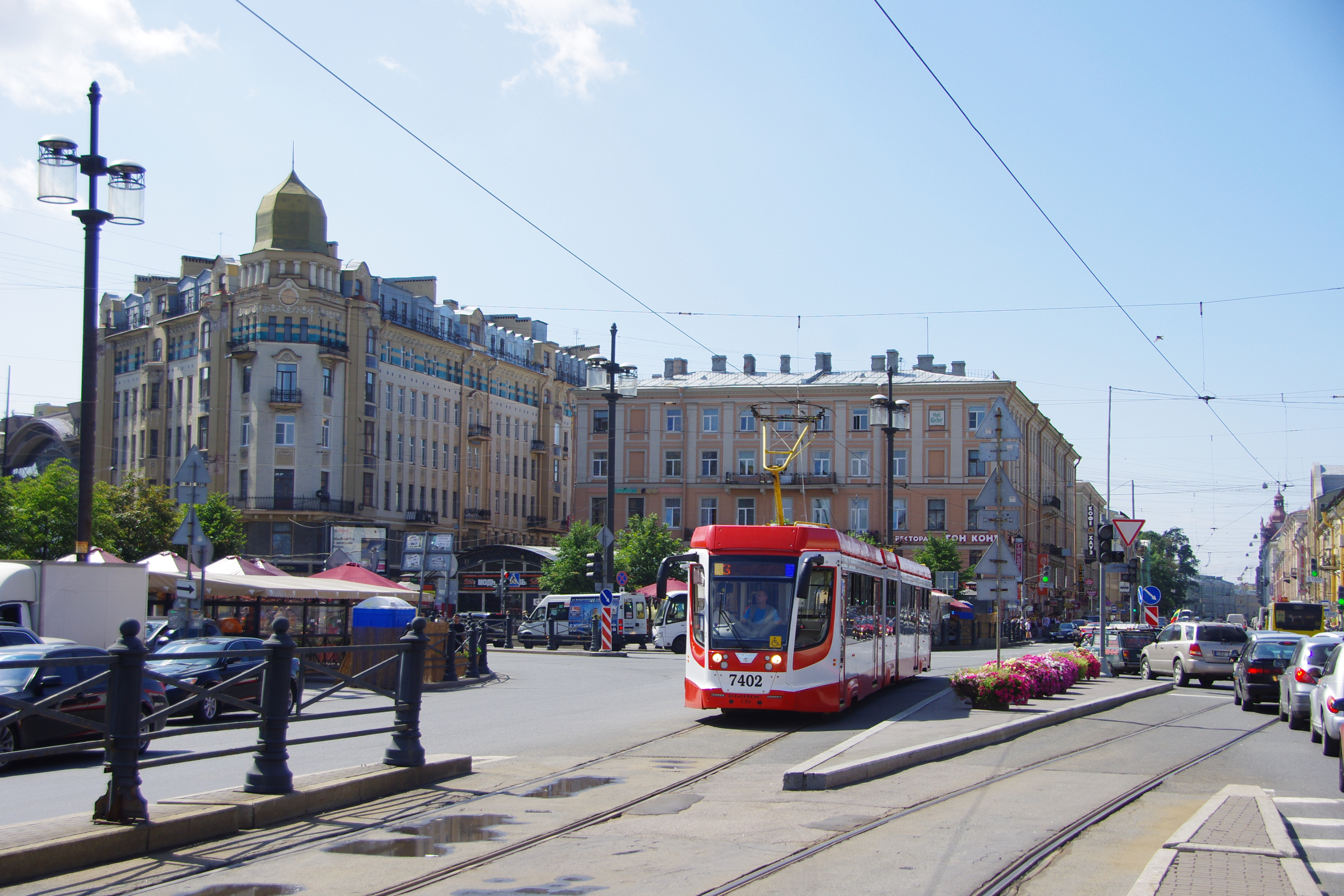
Доходные дома Я.И. Перетца и Кривопишина

## Транспорт

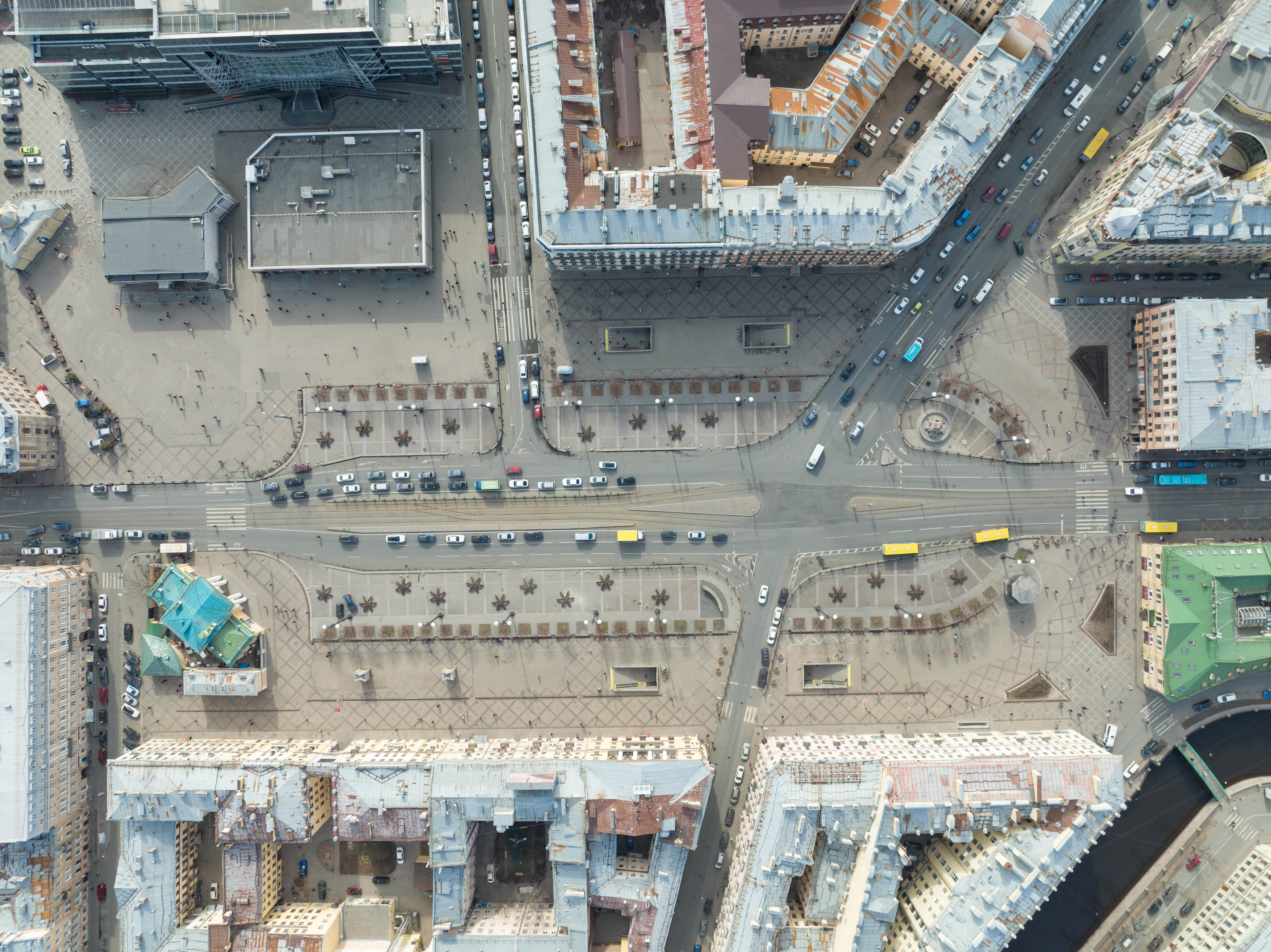
Вид Сенной площади сверху в 2022 году

На Сенной площади находятся станции метро:  Сенная площадь,  Спасская,  Садовая.
- Трамвайные маршруты:
  - № 3 Площадь Репина — Площадь Ленина
  - № 41 Завод "Северная верфь" — Сенная площадь. Оплата проезда наличными не принимается[45]
- Троллейбусные маршруты:
  - № 17 Казанский собор — Улица Костюшко. Оплата проезда наличными не принимается[46]
- Автобусные маршруты:
  - № 49 Двинская улица — Площадь Ленина
  - № 50 Малая Балканская улица — Театральная площадь
  - № 70, 71 Канонерский остров — Сенная площадь — Канонерский остров (кольцевые маршруты). Оплата проезда наличными не принимается[47]
  - № 181 Улица Стасовой — Площадь Репина
  - № 262 Наличная улица — Звенигородская улица. Оплата проезда наличными не принимается[47]

## Выходят на Сенную площадь
- Садовая улица
- Улица Ефимова
- Московский проспект
- Переулок Бринько
- Переулок Гривцова
- Спасский переулок
- набережная канала Грибоедова (примыкает к западному углу площади)